# Agreste nordestino

El Agreste es una zona de transición entre litoral y sertón. En la figura, es representada po el color púrpura.

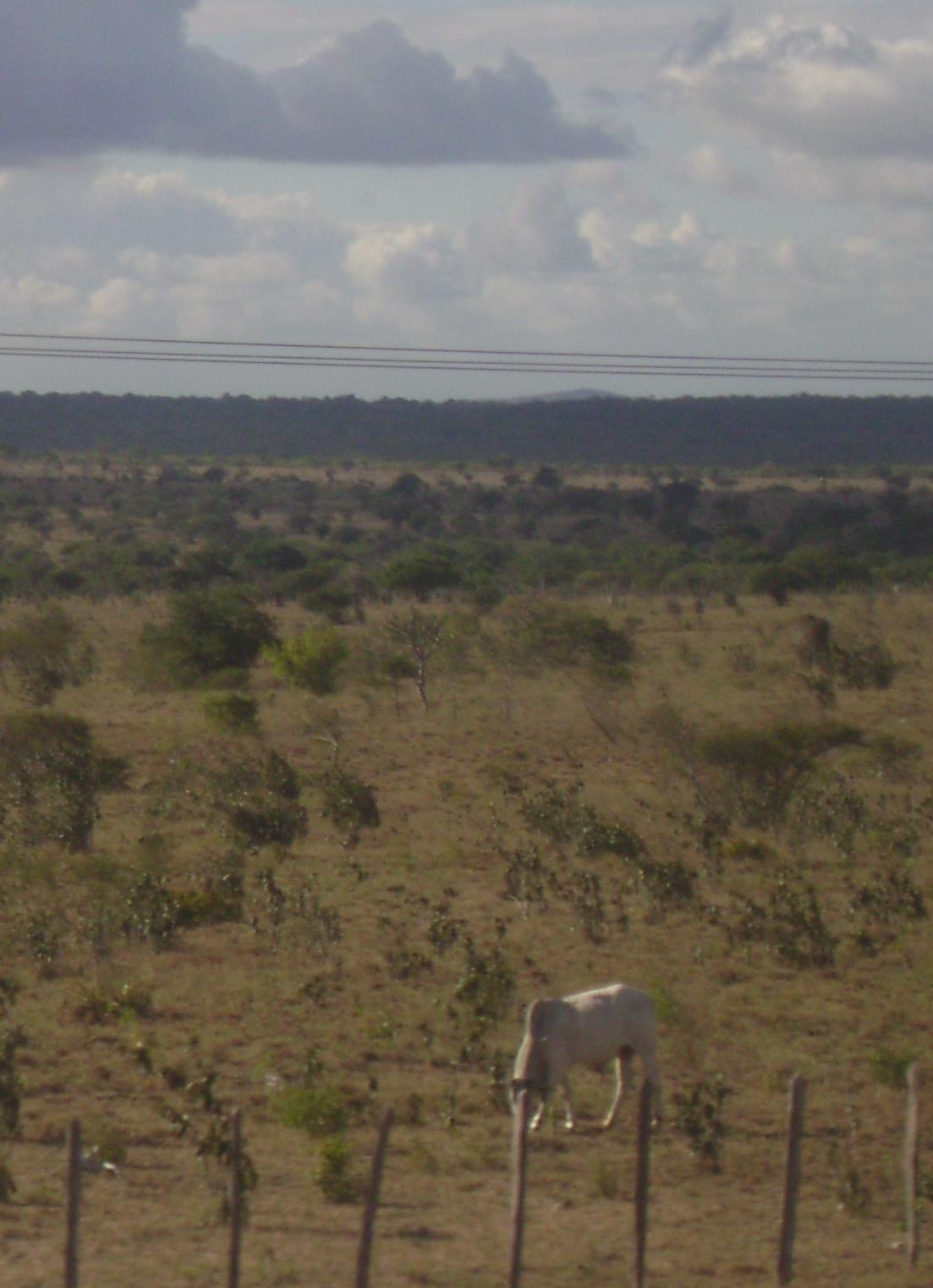
Paisaje típico del agreste, próximo a la Feria de Santana.

El Agreste nordestino (del latín, ageste, relativo al campo, campestre, campesiano, colono) designa un área en la Región Nordeste de Brasil de transición entre la zona del bosque y el Sertón, que se extiende por una vasta área de los estados brasileños de  Bahía, Sergipe, Alagoas, Pernambuco, Paraíba y Rio Grande do Norte. El área ocupada por el Agreste se encuentra en una estrecha franja, paralela a la costa. Posee como características principales suelos profundos (latosols y podzólicos), con relieve  extremamente variable, asociados a suelos planos (litosoles), suelos relativamente fértiles, vegetación variable con predominancia de vegetación caducifolia (caduca). Es un área sujeta a sequías, cuya precipitación pluviométrica varía entre 300 y 1200 mm/año, oscilando predominantemente entre 700 y 800 mm/año.

## Características fitogeográficos
Posee suelo esencialmente pedregoso, ríos intermitentes (temporários), vegetación rala y de tamaño pequeño (mirtáceas, combretáceas, leguminosas y cactáceas). Técnicamente, el agreste junto al sertón componen el ecosistema denominado caatinga.
Posee, por ser marcadamente terreno de transición, áreas donde hay mayor humedad, los brejos.
El principal accidente geográfico de la región es la meseta de la Borborema, que presenta vegetación tropical relacionada con el clima húmedo en las áreas altas y región de la pendiente este, y vegetación de caatinga, adaptada al clima semiárido y seco, en las áreas bajas al centro y oeste de la meseta.

## Medio antrópico
La estructura agropecuaria del Agreste es básicamente formada por pequeñas y medias propiedades donde se práctica la policultura, frecuentemente asociada a la ganadería extensiva y  lechera. Por estar fuera de la región de influencia litoraleña, predominando en el interior nordestino, está sujeta a las sequías cíclicas, de forma que buena parte de la población  existente depende esencialmente del régimen de lluvias, que son irregulares y de ríos temporários.
La Asociación Plantas del Nordeste (APNE), entidad no gubernamental con acuerdo del Jardín Botánico Real de Kew, de Inglaterra, y del CNPq, han desarrollado estudios para lograr un aprovechamiento sustentable de la flora local, bien como su estudio y preservación.
Por causa de la densidad demográfica y de la estructura fundiária con tendencia al Minifundio, el Agreste constituye un área en que la presión sobre la tierra es bastante fuerte. Ese problema es grave y produce migraciones para el Sudeste.